# VirtualDub
VirtualDub es una herramienta de software libre para capturar un vídeo y procesarlo, se ejecuta en Microsoft Windows. Dispone de funciones muy avanzadas, es capaz de usar plugins para añadir diferentes técnicas de procesado de vídeo, y puede trabajar con cualquier fichero AVI, independientemente del códec que use, mientras esté instalado. VirtualDub también permite leer los archivos .gvi de Google Video y convertirlos a cualquier formato.
VirtualDub no era compatible con el formato de fichero ASF (excepto una versión modificada del obsoleto VirtualDub 1.6.19) debido a una patente de software de Microsoft, pero las últimas versiones vuelven a serlo.
Existen versiones portables de VirtualDub que puede ser transportadas y usadas directamente desde memorias USB sin necesidad de instalarse en el ordenador.
También existe una variante llamada SpanishDub, que básicamente consiste en una traducción al español del VirtualDub, aunque su última versión estable, la 1.5, data de 2003, por lo que podría considerarse descontinuado. Sin embargo, existe un derivado, en inglés, VirtualDub2 que a la fecha julio de 2020 está activo.